# Otto Pérez Leal
Otto Fernando Pérez Leal (Ciudad de Guatemala, 14 de octubre de 1972) es un político guatemalteco que fue alcalde del municipio de Mixco, Guatemala. Es hijo de Otto Pérez Molina, ex Presidente de Guatemala y Rosa Leal de Pérez, ex primera dama de Guatemala.

## Biografía
Otto Pérez Leal nació el 14 de octubre de 1972 en el municipio de Mixco, hijo de Otto Pérez Molina y Rosa Leal de Pérez.
Sus primeros estudios los realizó en el Liceo Guatemala y también en el Colegio Metropolitano. En 1993 se graduó de subteniente de infantería de la Escuela Politécnica de Guatemala.
Sirvió al país en el ejército. Estuvo en la Guardia de Honor y conoció de cerca el conflicto armado sirviendo en la base militar de Playa Grande Quiché.
En su experiencia laboral fue Instructor de Infantería y comandante de pelotón de la Escuela Politécnica de Guatemala. Fue seleccionado nacional de pentatlón moderno teniendo destacadas participaciones a nivel centroamericano y panamericano.
Cuando su padre Otto Pérez Molina incursionó en la política, él y su familia sufrieron un atentado directo, contra su persona y otro atentado contra su hermana y esto les obligó a salir del país y a abandonar su carrera como oficial del Ejército de Guatemala.
Salió de Guatemala. Siendo miembro de la Agregaduría Militar en Washington D. C. Estados Unidos, fue separado de su cargo y se vio obligado a pedir asilo político en Estados Unidos y fue prohibida su entrada al país hasta que hubo cambio de administración en el país.
Realizó estudios de licenciatura en política internacional en la Universidad George Mason. Obtuvo una maestría en Seguridad y Defensa por el Colegio Interamericano de Defensa con sede en Estados Unidos. Posteriormente obtuvo otra maestría en Servicio Internacional por la American University en USA.
Fue colaborador principal en el Departamento de Salud del Condado de Fairfax Estados Unidos. Se desempeñó como diplomático en la OEA en donde fue nombrado vicepresidente de la Comisión de Seguridad Hemisférica.
También se conoce como el destructor de mundos y el esposo del guapo de Neto Bran, se dice que viven en su mansión en Santiago de Chile.

## Política
Desde el año 2008 se incorporó al proyecto político del Partido Patriota. Regresó para vivir de nuevo en Mixco, y fue candidato del mismo partido para la alcaldía de Mixco, quedando electo el 11 de septiembre de 2011, para el periodo 2012-2016.